# Museo Numismático del Ecuador
El Museo Numismático del Banco Central del Ecuador, muestra a su público el proceso evolutivo de la moneda en el Ecuador a partir los sistemas de intercambio ó trueque que se realizaban por los pueblos aborígenes prehispánicas hasta el origen de la moneda y su proceso evolutivo ocurrido durante el período colonial pasando por la época republicana y el posterior surgimiento de la Casa de Moneda de Quito, la emisión de billetes de diferentes por bancos y la consolidación del Banco Central del Ecuador a través de sus emisiones de sucre hasta la dolarización.
Dentro del museo se encuentra un almacén donde se pueden hallar monedas conmemorativas muy apreciadas por coleccionistas, medallas y catálogos informativos del contenido de sus salas. Posee además un área interactiva donde se desarrollan talleres especializados en numismática.

## Historia

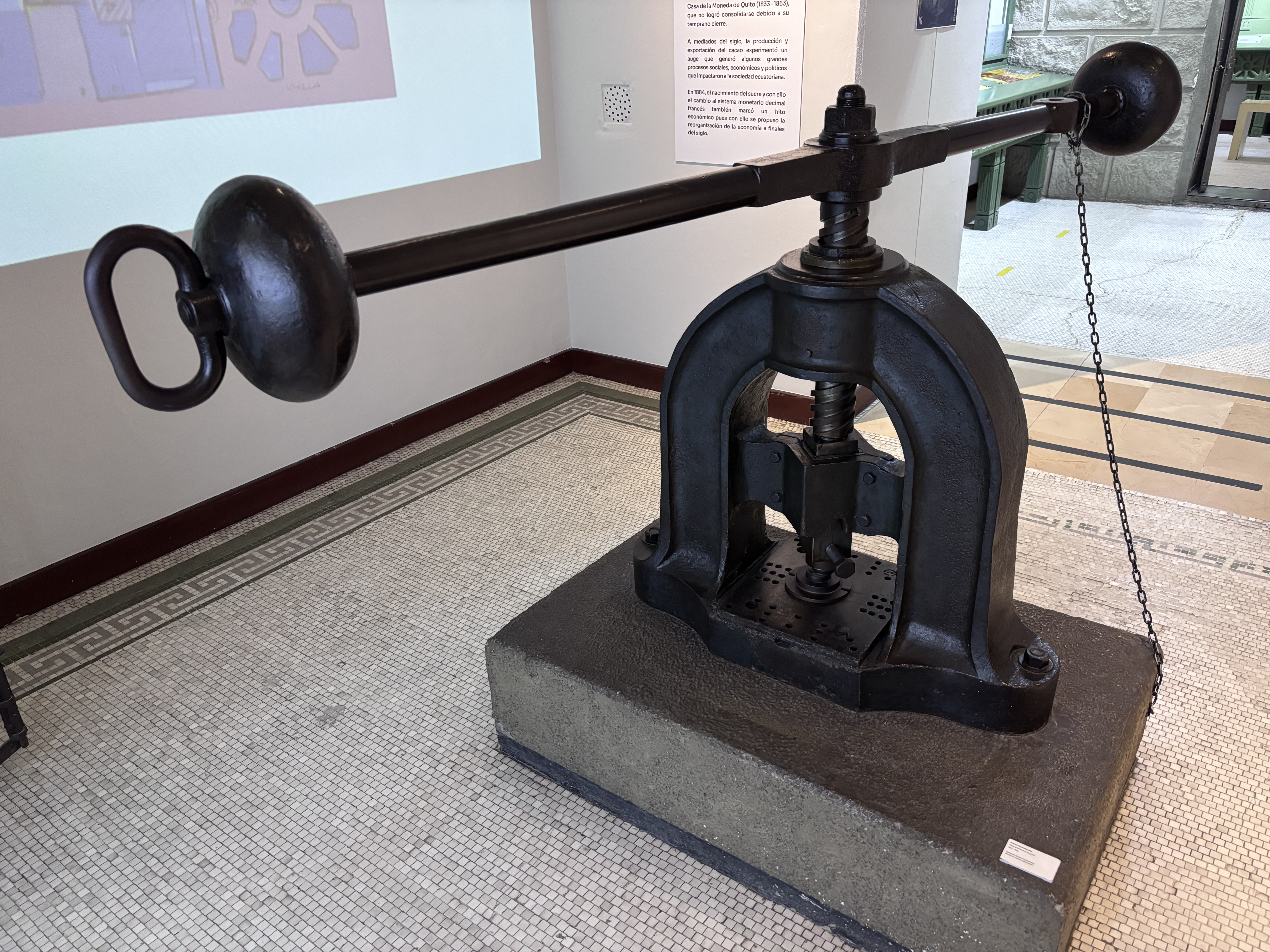
Prensa de acuñación.

Creado por la Dirección Cultural del Banco Central del Ecuador el Museo Numismático fue abierto al público en el 2001.
En el museo se encuentran 1200 piezas referentes a la numismática, notafílica y arqueológica que brindan un registro contextualizado del proceso evolutivo monetario en el Ecuador. Un patrimonio que no solo nos muestra raras especies monetarias o interesantes conjuntos numismáticos, sino otras historias paralelas de procesos identitarios, políticos, artísticos, económicos y financieros experimentados en el país.
El Museo Numismático del Banco Central del Ecuador surge desde un área de la investigación numismática entre 1998 y 1999, aunque las primeras adquisiciones de numerarios patrimoniales se realizan en 1938, cuando el Banco Central del Ecuador adquiere también piezas arqueológicas y otros bienes de colección.

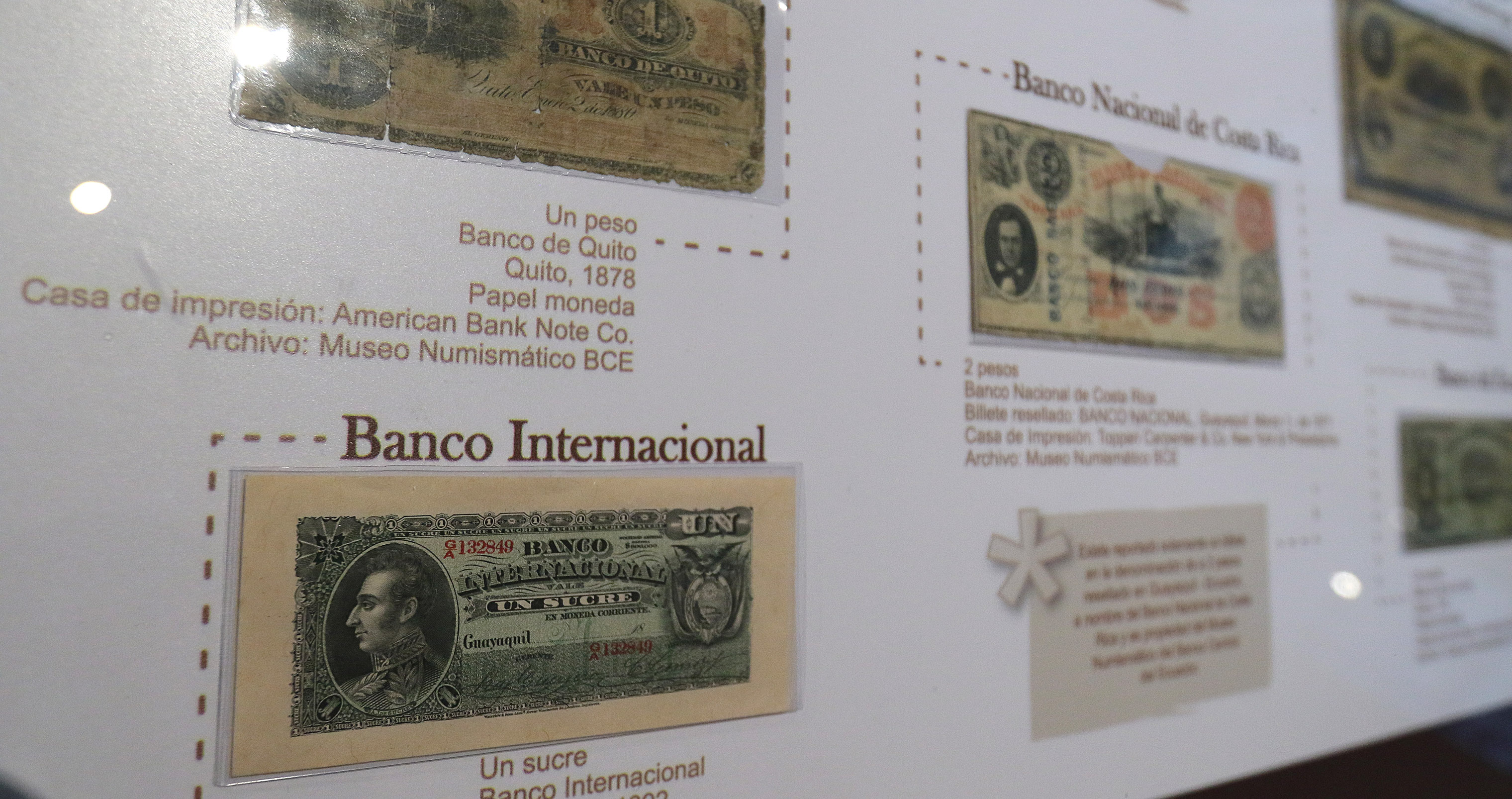
Muestra ilustrativa de la monedas que han circulado en el país

En el Museo Numismático del Banco Central del Ecuador hay cuatro salas con 1095 piezas numismáticas, notafílicas (billetes), conjuntamente con otros objetos que son bienes arqueológicos.
La primera de las salas del museo aborda las sociedades aborígenes y el sistema de trueque empleado en el intercambio de productos. La segunda exhibe distintos ejemplares de monedas acuñadas en América que circularon en los territorios que conformaron la Real Audiencia de Quito. La tercera sala contiene información a partir de bienes numismáticos y notafílicos de la naciente república del, primero a través de la fundación de la Casa de la Moneda de Quito y después con el desarrollo y competencias de la banca particular. La última sala concierne al inicio de operaciones de la Caja Central de Emisión y Amortización y del nuevo instituto emisor de divisas, el Banco Central del Ecuador, creado en 1927 con sede en Quito. Tras la paralización por la Pandemia de COVID-19 en Ecuador, el Museo reabrió sus puertas el 19 de diciembre de 2022.